# Friedrich Haase
 (octobre 2023).
Si vous disposez d'ouvrages ou d'articles de référence ou si vous connaissez des sites web de qualité traitant du thème abordé ici, merci de compléter l'article en donnant les références utiles à sa vérifiabilité et en les liant à la section « Notes et références ».
Pour les articles homonymes, voir Haase.
Friedrich Haase est un acteur, metteur en scène et directeur de théâtre prussien, né le 1er novembre 1825 à Berlin, où il est mort le 17 mars 1911.
Il a été dépositaire de l'anneau d'Iffland de 1878 à sa mort.

## Biographie
Friedrich Ludwig Heinrich Haase naît à Berlin d'un valet de chambre du roi Frédéric-Guillaume IV, qui est son parrain.
Il suit une formation théâtrale sous l'autorité de Ludwig Tieck et fait sa première apparition sur les planches en 1846 à Weimar. Il joue à Prague (1849-1851), au Großherzoglichen Hoftheater d'Eduard Devrient à Karlsruhe (1852-1855) et à Saint-Pétersbourg (1860-1866). Il a aussi effectué une tournée aux États-Unis.
Il est directeur du théâtre de la cour à Cobourg puis du théâtre municipal de Leipzig (aujourd'hui opéra de Leipzig) de 1870 à 1876. Après son retour à Berlin, Haase y fonde le Deutsches Theater. Il reçoit le prestigieux anneau d'Iffland en 1878 de Theodor Döring. Le mythe de l'anneau est dû en grande partie à sa personne.
Haase se retire de la scène en 1898.

## Distinctions et honneurs
La Haase Straße à Berlin-Friedrichshain a été dénommée en sa mémoire.